# All the Lost Souls
All the Lost Souls è il secondo album in studio del cantautore britannico James Blunt, pubblicato in Europa il 17 settembre 2007 e il giorno successivo negli Stati Uniti.

## Descrizione
Il primo singolo estratto è 1973, seguito da Same Mistake. L'album è stato prodotto e mixato da Tom Rothrock, lo stesso produttore del primo album di Blunt, Back to Bedlam.
Molte delle canzoni dell'album erano state eseguite durante il tour di Blunt del 2006, comprese 1973, I Really Want You, Annie e I Can't Hear The Music. I musicisti che l'avevano seguito nel tour, ovvero Paul Beard (tastiere e voce secondaria), Ben Castle (chitarra e voce secondaria), Malcolm Moore (basso elettrico, cori) e Karl Brazil (batteria e percussioni), hanno lavorato anche alla realizzazione del disco.
Victoria Newton del Sun ha definito la copertina del disco "la migliore da anni". Tale copertina consiste in centinaia di foto di Blunt (dall'infanzia ad oggi) che formano un mosaico fotografico del suo volto.
Il 24 novembre 2008 è stato pubblicato All The Lost Souls: Deluxe Edition: edizione limitata del disco contenente un esclusivo DVD insieme al CD dell'album All The Lost Souls (la traccia I Really Want You è riproposta in versione radio) esteso con le tracce inedite Primavera in anticipo (It Is My Song) (con Laura Pausini), Love, Love, Love e altre cover live, oltre al brano Je réalise in collaborazione con Sinik.

## Tracce
1. 1973 – 4:40 (James Blunt, Mark Batson)
2. One of the Brightest Stars – 3:12 (James Blunt, Steve McEwan)
3. I'll Take Everything – 3:05 (James Blunt, Eg White)
4. Same Mistake – 4:59 (James Blunt)
5. Carry You Home – 3:57 (James Blunt, Max Martin)
6. Give Me Some Love – 3:37 (James Blunt)
7. I Really Want You – 3:30 (James Blunt)
8. Shine On – 4:27 (James Blunt)
9. Annie – 3:29 (James Blunt, Jimmy Hogart)
10. I Can't Hear the Music – 3:45 (James Blunt)

### Deluxe Edition
CD
1. I Really Want You (Radio Edit) – 3:43 (James Blunt)

1. Love, Love, Love – 3:58 (James Blunt, Eg White)
2. Cuz I Love You (Live in Glastonbury 2008) – 3:25 (Naville Holder, James Lea)
3. Young Folks (Jo Whiley Live Lounge) – 2:58 (Moren, Yttling)
4. Breakfast In America (Live) – 4:03 (Richard Davies, Roy Hodgson)
5. Primavera in anticipo (It Is My Song) (Laura Pausini feat. James Blunt) – 3:28 (Daniel Vuletic, James Blunt, Cheope, Laura Pausini)
6. Je réalise (Sinik feat. James Blunt) – 3:28 (Sinik, James Blunt, Eg White)

DVD
1. Same Mistake (Live from Abbey Road)
2. I'll Take Everything (Live from Abbey Road)
3. 1973 (Live from Abbey Road)
4. You're Beautiful (Live in Paris)
5. Goodbye My Lover (Live in Paris)
6. Carry You Home (Live at The Max Session, Sydney Opera House)
7. Wisemen (Live in Ibiza)
8. One of the Brightest Stars (Live in Ibiza)
9. 1973 (Official Video)
10. Same Mistake (Official Video)
11. Carry You Home (Official Video)
12. I Really Want You (Official Video)
13. Je réalise (Official Video) (feat. Sinik)
14. Return to Kosovo: a Documentary
15. James Blunt (An Exclusive Profile by T5M.com)
16. Making of 1973
17. Making of Same Mistake
18. Making of Carry You Home
19. Making of I Really Want You

- Il DVD è lo stesso contenuto nel cofanetto di Les Sessions Lost Souls.

## Formazione
- James Blunt – voce, organo Hammond, vibrafono, pianoforte, Fender Rhodes, chitarra elettrica, chitarra acustica, chitarra 12 corde
- Malcolm Moore – chitarra acustica, cori, basso
- Paul Beard, pianoforte, cori, Fender Rhodes, organo Hammond
- Ben Castle – chitarra elettrica, cori, chitarra 12 corde
- Karl Brazil – batteria, cori

## Classifiche

### Classifiche settimanali
| Classifica (2007-09) | Posizione massima |
| -------------------- | ----------------- |
| Australia            | 1                 |
| Austria              | 1                 |
| Belgio (Fiandre)     | 4                 |
| Belgio (Vallonia)    | 1                 |
| Canada               | 1                 |
| Danimarca            | 5                 |
| Europa               | 1                 |
| Finlandia            | 10                |
| Francia              | 1                 |
| Germania             | 1                 |
| Giappone             | 26                |
| Grecia               | 1                 |
| Irlanda              | 1                 |
| Italia               | 1                 |
| Messico              | 19                |
| Norvegia             | 3                 |
| Nuova Zelanda        | 1                 |
| Paesi Bassi          | 2                 |
| Portogallo           | 9                 |
| Regno Unito          | 1                 |
| Spagna               | 13                |
| Stati Uniti          | 7                 |
| Svezia               | 2                 |
| Svizzera             | 1                 |
| Ungheria             | 6                 |

### Classifiche di fine anno
| Classifica (2007) | Posizione |
| ----------------- | --------- |
| Australia         | 26        |
| Austria           | 21        |
| Belgio (Fiandre)  | 81        |
| Belgio (Vallonia) | 21        |
| Europa            | 8         |
| Francia           | 13        |
| Germania          | 16        |
| Italia            | 40        |
| Nuova Zelanda     | 21        |
| Paesi Bassi       | 35        |
| Regno Unito       | 13        |
| Svezia            | 47        |
| Svizzera          | 2         |
| Classifica (2008) | Posizione |
| Austria           | 24        |
| Belgio (Vallonia) | 20        |
| Europa            | 11        |
| Francia           | 32        |
| Germania          | 21        |
| Italia            | 67        |
| Paesi Bassi       | 78        |
| Regno Unito       | 82        |
| Svizzera          | 18        |